# Diisononylphthalat
Diisononylphthalat, abgekürzt DINP, ist ein Stoffgemisch aus organischen chemischen Verbindungen der Gruppe der Phthalate, das vor allem als Weichmacher eingesetzt wird. Es ist eine farblose Flüssigkeit mit sehr schwachem Geruch.
Zu beachten ist, dass unter der Bezeichnung DINP bzw. den CAS-Nummern bedingt durch die Herstellung ein Gemisch von Estern der Phthalsäure (zum großen Teil Isomere) mit leicht unterschiedlicher Art der Verzweigung der Alkoholgruppen verstanden wird. Unter CAS-Nummer 28553-12-0 wird dabei ein Stoffgemisch mit mehr als 50 % alkylsubstituierten Iso-Nonyl- aber auch Iso-Octyl- und Iso-Decyl-Alkoholen verstanden. Bei CAS-Nummer 68515-48-0 besteht der Alkoholanteil nur aus den Isomeren von Dimethylheptanol. In ihren Eigenschaften (auch toxikologisch) verhalten sich beide jedoch gleich.

## Gewinnung und Darstellung
Diisononylphthalat (3) wird unter Verwendung eines Titankatalysators durch Umsetzung von Phthalsäureanhydrid (1) mit zwei Äquivalenten Isononylalkohol (2, Isononanol, INA) unter Wasserabspaltung hergestellt:
Da der eingesetzte Isononylalkohol (2) ein komplexes Gemisch zahlreicher Isomerer ist, besteht das entstehende Diisononylphthalat (3) ebenfalls aus mehreren isomeren Verbindungen mit der Summenformel C26H42O4.

## Eigenschaften
Diisononylphthalat ist eine farblose Flüssigkeit mit sehr schwachem Geruch. Sie hat eine Viskosität von 72–82 mPa·s bei 20 °C.

## Verwendung
Diisononylphthalat wird als Weichmacher mit niedriger Flüchtigkeit und gutem Kälteverhalten eingesetzt (95 % davon für PVC, der Rest in Gummi, Farben, Klebstoffen, Lacken, Dichtmitteln und Lösungsmitteln). Es ähnelt hinsichtlich der Molekülstruktur und der Kettenlänge der Alkohole DEHP, zeigt aber in vielen Fällen sowohl in der Herstellung als auch in den Produkten bessere Eigenschaften, da es in Kunststoffen weniger mobil ist, was die Haltbarkeit und Qualität der Produkte verbessern kann.

## Sicherheitshinweise
Diisononylphthalat darf vorsorglich nicht in Kinderspielzeug eingesetzt werden. Laut EU-Bericht liegen keine Hinweise auf akute Gefährdungen durch DINP beim Menschen vor, wohingegen Greenpeace ohne weitere Quellenangabe auf toxische Wirkungen im Tierversuch verweist. Im März 2018 stellte die ECHA nach erfolgter Prüfung durch den Ausschuss für Risikobewertung (RAC) fest, dass eine von dänischen Forschern befürchtete Reproduktionstoxizität nicht vorhanden ist und DINP weiterhin in Industrieprodukten eingesetzt werden kann.

## Externe Links zu erwähnten Verbindungen
1. ↑  Externe Identifikatoren von bzw. Datenbank-Links zu 1,2-Benzoldicarbonsäure, di-C8-10-verzweigte Alkylester, C9-reich:  CAS-Nr.: 68515-48-0, EG-Nr.: 271-090-9, ECHA-InfoCard: 100.064.608, Wikidata: Q113452187.